# Diagramme de phase
Ne pas confondre avec le diagramme d’un portrait de phase
 (février 2008).
Si vous disposez d'ouvrages ou d'articles de référence ou si vous connaissez des sites web de qualité traitant du thème abordé ici, merci de compléter l'article en donnant les références utiles à sa vérifiabilité et en les liant à la section « Notes et références ».
Un diagramme de phase, ou diagramme de phases, est une représentation graphique utilisée en thermodynamique, généralement à deux ou trois dimensions, représentant les domaines de l'état physique (ou phase) d'un système (corps pur ou mélange de corps purs), en fonction de variables, choisies pour faciliter la compréhension des phénomènes étudiés.
Les diagrammes les plus simples concernent un corps pur avec pour variables la température et la pression ; les autres variables souvent utilisées sont l'enthalpie, l'entropie, le volume massique, ainsi que la concentration en masse ou en volume d'un des corps purs constituant un mélange.
Lorsque le système étudié est un mélange de n corps purs, son état physique est défini par les (n-1) proportions indépendantes de ses composants, ainsi que par la température et la pression. Ainsi, un diagramme à deux variables ne peut donc être établi qu'en fixant (n-1) variables du système.
C'est un diagramme associé à un équilibre, qui ne permet pas de décrire un système dans un état métastable comme l'eau liquide à une température inférieure à 0 °C sous la pression atmosphérique normale (surfusion). Début 2009, tous les diagrammes de phases des éléments simples légers étaient établis sauf celui du bore, qui devrait être rapidement disponible à la suite de la synthèse réussie d'une nouvelle forme de bore dite « bore gamma » (partiellement ionique, mais forme la plus dure et dense du bore).

## Diagramme d'un corps pur

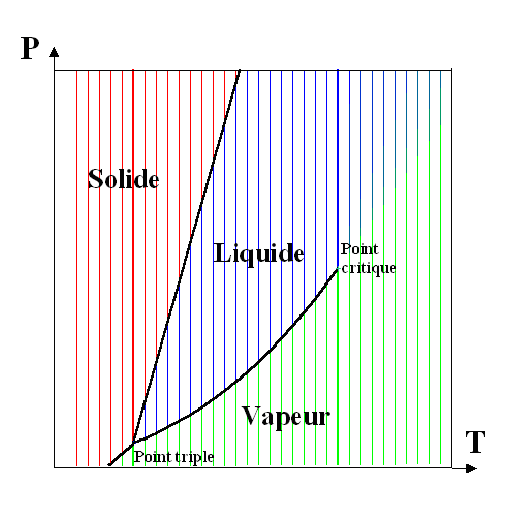
Diagramme de phases typique d'un corps pur.

Le corps pur se présente sous une ou plusieurs de ses phases solides, liquide et gazeuse, en fonction des conditions de pression et de température. Généralement, un corps pur se présente sous une seule phase pour une pression et une température données, sauf :
- au point triple, où les trois phases coexistent à une température et une pression données ;
- pour un couple (pression, température) correspondant à un changement d'état (ou transition de phase) soit :
  - entre deux phases solides : transformation entre deux variétés allotropiques,
  - entre une phase solide et une phase liquide : fusion - solidification,
  - entre une phase solide et une phase vapeur (gaz) : sublimation - condensation solide,
  - entre une phase liquide et une phase vapeur : vaporisation - liquéfaction ; la courbe de changement d'état liquide-vapeur s'interrompt en un point appelé point critique, au-delà duquel[note 3] le corps ne présente plus qu'une seule phase fluide, plutôt proche (du point de vue de ses propriétés physiques) d'un gaz[note 4] aux pressions inférieures à la pression critique, plutôt proche d'un liquide aux pressions supérieures à la pression critique.

Lorsque toutes les phases représentées correspondent à des états physiques différents, on parle parfois de « diagramme de changement d'état ».
En règle générale, les courbes de changement d'état {\displaystyle P=f(T)} sont croissantes. Une exception notable est celle de l'eau, pour laquelle la courbe de fusion-solidification est décroissante (cela implique que la glace flotte sur l'eau liquide).
La pente de cette courbe est donnée par la formule de Clapeyron :
{\displaystyle {\frac {\mathrm {d} P}{\mathrm {d} T}}={\frac {L}{T\,\Delta V}}}
avec :
- {\displaystyle L} : chaleur latente égale à {\displaystyle \Delta H} (variation d'enthalpie) de changement d'état effectué à pression constante ;
- {\displaystyle \Delta V} : variation du volume molaire {\displaystyle V} au cours du changement de phase.

### Exemple de l'eau

Diagramme de phases de l'eau (simplifié).

Diagramme de phase de l'eau. La glace présente plusieurs formes de cristallisation.

### Remarques

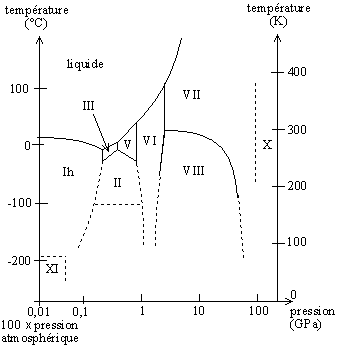
Diagramme de phases d'un corps pur présentant plusieurs formes allotropiques à l'état solide : exemple de la glace. Par rapport au diagramme précédent, les axes sont inversés et l'échelle des pressions est logarithmique.

Un corps pur placé au contact de l'atmosphère n'est pas un système constitué d'un seul corps pur, car les gaz de l'air se dissolvent dans le corps. Ceci explique, par exemple, que l'eau coexiste habituellement à l'état liquide et à l'état de vapeur à la température ambiante, très éloignée de sa température d'ébullition (100 °C à la pression atmosphérique normale). En effet, la pression partielle de vapeur d'eau est alors très inférieure à la pression atmosphérique. La pression de vapeur d'eau, appelée pression de vapeur saturante, de l'ordre de 0,006 atm à 0 °C, augmente progressivement jusqu'à 100 °C où elle atteint 1 atm. À ce stade, la pression atmosphérique de l'air ne joue plus son rôle de couvercle et les molécules d'eau s'échappent brutalement du milieu, au cours du phénomène d'ébullition. Si l'on abaisse la pression de l'air par une pompe à vide, l'ébullition de l'eau peut même se produire à une température plus basse que la température ambiante.
D'autre part, à l'état solide, un corps peut parfois avoir plusieurs structures cristallines différentes, selon le domaine de pression et de température. Chaque forme de cristallisation constitue ainsi une phase différente, ce qui permet de tracer un diagramme de phases.

## Diagramme (P, V, T)
| - Cas d'un corps pur classique. - Cas de l'eau. |

Diagramme (P, V, T) et diagramme (T, P) de changements d'état d'un corps pur. La figure de gauche est obtenue par projection de la figure de droite sur le plan (T, P).

Dans le cas des changements d'état (gaz-liquide-solide) d'un corps pur, les résultats sont parfois présentés sous la forme d'un diagramme en trois dimensions, les axes étant la pression P, le volume V occupé par le système et la température T. Ce diagramme tridimensionnel est construit à partir de trois types de diagrammes utilisés en thermodynamique : les diagrammes de changement d'état, les diagrammes isothermes de Clapeyron et les diagrammes isobares. La figure à gauche montre un diagramme thermodynamique comme une coupe ou une projection du diagramme (P, V, T). La flèche indique la direction de projection.

## Diagrammes binaires et ternaires
Lorsque l'on a un système composé de deux corps purs, le système peut être sous plusieurs formes :
- entièrement solide, chaque corps cristallisant séparément ;
- entièrement solide, les deux corps étant parfaitement mélangés sous la forme d'une solution solide ou d'un composé défini, appelé eutectique, eutectoïde, péritectique ou péritectoïde selon la manière dont il se décompose en chauffant ;
- mélange solide-liquide ;
- entièrement liquide, sous la forme de deux liquides non miscibles (émulsion), ou d'un seul liquide parfaitement homogène (une seule phase, solution) ;
- mélange liquide-gaz (aérosol, ou bien gaz au-dessus d'un liquide) ;
- gaz (un gaz est toujours homogène pour de faibles variations d'altitude).

Les états ci-dessus sont composés soit d'une phase unique (par exemple liquides miscibles ou gaz), soit de plusieurs phases hétérogènes.
On peut tracer de même l'état d'un système en fonction de la pression, de la température et de la composition.
Avec n corps purs, nous avons n concentrations, mais seulement n + 1 paramètres indépendants avec la pression et la température ; en effet, la somme des concentrations vaut 100 %, et l'une des concentrations peut se déduire des autres et ne constitue donc pas un paramètre indépendant.
Il faudrait donc un diagramme à n + 1 dimensions pour représenter ces n + 1 paramètres indépendants (3 dimensions pour deux corps purs, 4 dimensions pour trois corps purs). Pour simplifier la représentation, un nombre suffisant de paramètres sont fixés afin de tracer un diagramme à deux dimensions ; on considère souvent les diagrammes suivants :
- pour une composition donnée, le diagramme de phases pression-température (P, T), similaire à ce qui a un diagramme de corps pur ;
- pour une pression donnée et deux corps purs, le diagramme binaire composition-température (c, T) ;

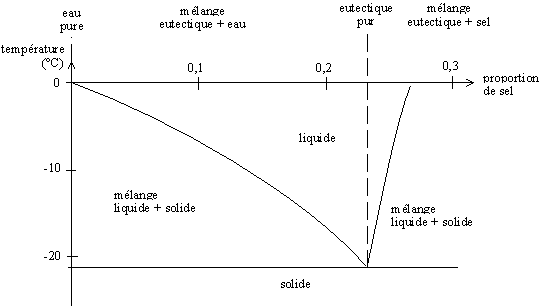
Exemple de diagramme binaire : le diagramme eau-sel sous une atmosphère.

Exemple de diagramme binaire : le diagramme fer-carbone sous une atmosphère.

- pour une pression et une température données et trois corps purs, le diagramme ternaire (c1, c2), c'est-à-dire la phase en fonction de la composition ; par habitude, et bien que l'on ait c3 = 1-c1-c2, on trace ce diagramme dans un triangle équilatéral (c1, c2, c3).

### Diagramme à solution solide unique
Dans certains cas, comme pour les alliages argent-or, il n'y a pas de composé défini. Dans ces cas-là, le diagramme binaire est comme illustré ci-dessous :
On a :

Diagramme binaire d'une solution solide unique.

- TA la température de fusion du corps pur A ;
- TB la température de fusion du corps pur B.

On définit :
- le liquidus : au-dessus de cette courbe, le produit est entièrement liquide ; le liquidus définit la composition du liquide qui est à l'équilibre avec un solide à une température donnée ;
- le solidus : en dessous de cette courbe, tout le produit est solide ; le solidus définit la composition d'un solide qui est en équilibre avec un liquide à une température donnée.

Entre le liquidus et le solidus, il y a un mélange solide-liquide. Ce diagramme permet de prédire la manière dont va se passer une solidification.

### Composés définis
Les composés définis sont des composés dont le changement de phase se fait à température constante. L'existence d'une verticale sur le diagramme binaire indique la présence d'un composé défini.
On peut citer comme exemple MgZn2. Le cuivre (Cu) et l'étain (Sn) forment aussi des composés définis.
On distingue :

Diagramme binaire du mélange étain-cuivre.

- les eutectiques : un eutectique fond à température constante, il se comporte comme un corps pur ;
- les eutectoïdes : les eutectoïdes subissent une transformation de phase solide-solide à température constante ; la seule différence avec les eutectiques est que la phase au-delà de la température limite n'est pas liquide ;
- les péritectiques : il y a une transformation solide A → solide B + liquide à température constante ;
- les péritectoïdes : il y a une transformation solide A → solide B + solide C à température constante.

On parle d'un composé défini à fusion congruente quand la fusion de ce composé défini, même partielle, mène à un liquide de même composition (il n'y a pas d'exemple sur la figure ci-dessus).

## Établissement d'un diagramme de phase
Le diagramme de phases s'établit expérimentalement : on fait varier les conditions et l'on observe les changements de phase.
Les changements de phase peuvent s'observer de plusieurs manières :
- certains produisent de la chaleur (par exemple la condensation ou une réaction chimique exothermique) ou en absorbent (par exemple la fusion ou des réactions chimiques endothermiques) ; la mesure des flux de chaleur permet de déterminer si un changement de phase a lieu, par l'analyse thermodifférentielle (ATD) ;
- certains induisent un changement de volume, une contraction (comme la condensation ou le réarrangement des atomes d'un solide dans une configuration plus compacte) ou une expansion (comme la vaporisation ou le réarrangement des atomes d'un solide dans une configuration moins compacte) ; il suffit alors de mesurer les changements de volume, par exemple avec un piston mobile, la force étant imposée par le poids d'une masse ou par un système hydraulique ;
- à l'inverse, les variations de pression peuvent être observées à l'aide d'un manomètre, en imposant le volume via un piston mobile actionné par une vis sans fin ;
- l'état du système peut être visible à l'œil nu (par exemple dans la fusion des cristaux) ;
- pour les différentes phases solides, on peut reconnaître les différentes phases cristallines par diffraction de rayons X ; on peut faire l'analyse sur l'échantillon chaud, ou tremper l'échantillon, c'est-à-dire lui faire subir un refroidissement rapide afin qu'il conserve sa structure d'équilibre à chaud même lorsqu'il est froid (il n'est donc pas à l'équilibre).

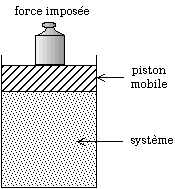
Dispositif expérimental permettant de mesurer les variations de volume en imposant la pression.

La courbe de solidification, utilisée pour déterminer la température de changement d'état, est de l'analyse thermodifférentielle simplifiée ; elle consiste à laisser refroidir un liquide et à mesurer sa température. La vitesse de perte de chaleur est proportionnelle à la différence de température entre le système et l'extérieur, on a donc une courbe exponentielle. Lorsque l'on observe un plateau, cela signifie que l'échantillon libère de la chaleur, ce qui est caractéristique de la solidification. Lors d'un changement de phase (changement de structure cristalline) dans le solide on peut observer un plateau de la même manière.

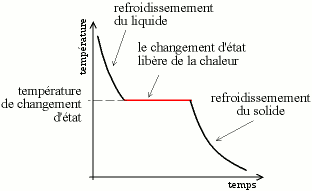
Courbe de solidification isobare lors d'un refroidissement passif. Cas d'un corps pur ou d'un alliage eutectique.